# Dziecinów (powiat kozienicki)
Dziecinów – wieś sołecka w Polsce położona w województwie mazowieckim, w powiecie kozienickim, w gminie Grabów nad Pilicą.
| SIMC    | Nazwa           | Rodzaj    |
| ------- | --------------- | --------- |
| 0621699 | Adamów          | część wsi |
| 0621707 | Grzybowszczyzna | część wsi |

W latach 1975–1998 miejscowość należała administracyjnie do województwa radomskiego.
Wierni kościoła rzymskokatolickiego należą do parafii Świętych Apostołów Piotra i Pawła w Łękawicy.